# Ellenbogenluxation
Eine Ellenbogenluxation ist eine vollständige Ausrenkung des Ellenbogengelenks zwischen dem Oberarmknochen und den beiden Unterarmknochen Speiche und Elle, die meist durch einen Unfall mit hoher Krafteinwirkung auf den Ellenbogen ausgelöst wird (traumatische Luxation). Oft liegen zusätzliche Verletzungen besonders der Seitenbänder oder Knochenbrüche der angrenzenden Knochen vor, und häufig verbleibt eine Gelenk-Instabilität. Auch Nervenläsionen, besonders des Nervus ulnaris und des Nervus medianus, sind möglich.
Die unvollständige Ausrenkung wird als Subluxation bezeichnet. Die Ausrenkung lediglich des Speichenkopfes, v. a. bei kleinen Kindern, ist keine Ellenbogenluxation, sondern wird als Chassaignac-Lähmung bezeichnet.
Die Ellenbogenluxation ist nach der Schulterluxation die zweithäufigste Luxation. Die Inzidenz wird auf 6 pro 100.000 pro Jahr geschätzt. Durch einen Sturz auf den ausgestreckten Arm mit Überstreckung des Ellenbogen hebelt der Ellenhaken den Humerus aus, der dadurch nach vorn luxiert (bzw. die Unterarmknochen relativ zum Humerus nach dorsal, daher korrekterweise dorsale Luxation als häufigste Form). Ausrenkungen zur Seite, nach ventral, zwischen die beiden Unterarmknochen oder durch das Olekranon mit begleitender Fraktur des Olekranons sind selten und machen weniger als 5 % aller Ellenbogenluxationen aus.

## Therapie
Die wichtigste Maßnahme ist die Einrenkung (Reposition), die besonders bei Nerven- oder Gefäßschäden sofort erfolgen muss. Durch schmerzbedingte Muskelanspannung ist die direkte Einrenkung oft nicht möglich, dann erfolgt sie unter Kurznarkose oder Analgosedierung. Wegen der notwendigen Kontrolle etwaiger Nervenläsionen sollte keine Regionalanästhesie erfolgen.
Bei der typischen Luxation des Ellenhakens (Olekranons) nach hinten kann die Einrenkung durch Zug am Unterarm erfolgen, bei rechtwinklig gebeugtem Ellenbogen und Druck nach dorsal am distalen Oberarm. Alternativ kann von oben und hinten mit beiden Händen der Oberarm ellenbogennah umfasst werden, und dann mit beiden Daumen der Ellenhaken nach unten-vorn gedrückt werden. Gelingt die „geschlossene“ Reposition nicht, muss sie „offen“, also operativ mit Eröffnung des Gelenkes (Arthrotomie) erfolgen.
Nach der Einrenkung muss direkt überprüft werden, ob Gefäß- oder Nervenschäden vorliegen. Auch sollten umgehend noch unter Narkose die Stabilität der Seitenbänder und eine eventuelle Reluxationstendenz überprüft werden. Danach muss ein begleitender Knochenbruch im Röntgenbild ausgeschlossen werden, der in einer ersten Aufnahme vor Reposition nicht immer gleich zu erkennen ist. Oft sind auch Schrägaufnahmen besonders zur Beurteilung des Speichenkopfes und des Processus coronoideus der Elle hilfreich.
Liegen keine Begleitverletzungen vor, handelt es sich um eine einfache Luxation, die in der Regel mit einer kurzfristigen Ruhigstellung in einer Gipsschiene behandelt wird. Eine Operation ist dann meist nicht notwendig. Nach Abklingen der anfänglichen Schmerzen erfolgt meist ab dem zweiten oder dritten Tag eine zunehmende krankengymnastische Bewegungstherapie und zunehmende Mobilisierung des Ellenbogens. Eine längere Ruhigstellung muss wegen der Gefahr der Versteifung vermieden werden. Oft werden auch Bewegungsgeräte zur kontinuierlichen passiven Bewegung (CPM = continuous passive motion) eingesetzt.

## Begleitverletzungen und Komplikationen
- Seitenbandverletzung: prinzipiell werden bei jeder Luxation Kapsel-Band-Anteile verletzt, die in der Regel aber funktionell verheilen. Eine operative Versorgung scheint keine Vorteile gegenüber einem nichtoperativen Vorgehen mit anfänglicher Ruhigstellung und frühzeitiger Mobilisierung zu haben.[2] Trotzdem kann es selten zu einer bleibenden seitlichen Instabilität kommen, die bei anhaltenden Schmerzen und funktioneller Beeinträchtigung später operativ stabilisiert werden muss. Nach O’Driscoll kommt es durch zunehmende Schwere der Luxation zu einem kreisförmig zunehmenden Riss des Bandkomplexes, von lateral beginnend nach medial hin. Entsprechend werden drei Stadien der Bandruptur nach O’Driscoll beschrieben:[1]
  - Stadium I: Riss des lateralen ulnaren Seitenbandes, mit daraus möglicherweise resultierender dorsolateraler Rotationsinstabilität und vermehrter Außenrotationsstellung im Humeroulnargelenk. Dieses zeigt sich durch eine dorsale Subluxation des Radiuskopfes mit wiederholbarem Klicken des Radiuskopfes bei forcierter Supination in Streckung, was sich durch einen „pivot-shift“-Test nach O’Driscoll kontrollieren lässt. Im Röntgenbild kann der Radiuskopf in der seitlichen Aufnahme bei vollständiger Supination hinter das Capitulum humeri verschoben/subluxiert sein.
  - Stadium II: Riss auch der übrigen lateralen Bandstrukturen und der vorderen und hinteren Gelenkkapsel
  - Stadium III: Dazu auch Riss des medialen ulnaren Seitenbandes. Besonders der Riss des vorderen Bandanteils kann zur Valgusinstabilität führen, was sowohl in 30° als auch in 90° Beugung im Ellenbogengelenk überprüft werden sollte.
- Knochenbrüche: Besonders häufig sind Speichenkopfbrüche und Abbrüche des Processus coronoideus der Elle. Beide dienen der knöchernen Stabilisierung, und bei Fraktur beider Knochen mit zusätzlichem ulnaren Bandausriss liegt eine schwere Instabilität mit Gefahr der erneuten Luxation vor, was auch als terrible triad (nach Tschnerne) bezeichnet wird. Bei einer isolierten Fraktur des Proc. coronoideus ist meist keine operative Stabilisierung notwendig, die zudem bei einem kleinen Fragment oder bei einer Trümmerfraktur schwer durchführbar ist. Bei gleichzeitigem Radiuskopfbruch ist jedoch meist eine Stabilisierung mittels Schrauben-Osteosynthese notwendig. Alternativ ist der Transfer der distalen Bizepssehne auf den frakturierten Proc. coronoideus (nach Reichenheim 1947) beschrieben, der auch zu einer ventralen Stabilisierung des Ellenbogens beiträgt.[2]

Ein weiteres Verfahren bei Ausrissfrakturen des Processus coronoideus ist die Fixierung mithilfe einer transossär geführten Bandnaht in „Lasso-Technik“, bei der die Bandnaht durch den Sehnenansatz läuft und diesen mitsamt dem kleinen Knochenfragment an die Elle reponiert und fixiert. Dieses Verfahren wurde von Ring 2002 vorgeschlagen und erwies sich in einem retrospektiven Vergleich bei 40 Patienten als vorteilhaft. Es kam im Vergleich zur Schrauben-Osteosynthese häufiger zur Ausheilung, mit deutlich weniger Instabilitäts-Problemen und weniger intraoperativen Komplikationen. Da selbst kleine Knochenfragmente eine erhebliche Instabilität zur Folge haben können, wurde die Lasso-Technik auch in diesen Fällen empfohlen.
- Reluxationstendenz: Diese ist vor allem bei fehlender knöcherner Stabilisierung erhöht, besonders bei gleichzeitig vorliegender Speichenkopffraktur und Fraktur des Proc. coronoideus. Bei gleichzeitigem Riss des ulnaren Seitenbandes besteht meist eine massive Instabilität, was als terrible triad bezeichnet wird. Eine vorübergehende Stabilisierung lässt sich zunächst mit einem gelenkübergreifenden Fixateur externe erreichen. Eine Rekonstruktion ist meist schwierig, da die terrible triad besonders bei älteren Frauen mit schwer osteoporotischem Knochen auftritt.
- Knorpelschäden: Neben osteochondralen Flakes, also Knorpelknochen-Abschilferungen, sind auch eine Osteochondrosis dissecans und freie osteochondrale Fragmente möglich. Daher wird teilweise eine Arthroskopie nach Ellenbogenluxation empfohlen, deren Wirksamkeit jedoch insgesamt fraglich ist.[2] Bei anhaltenden schmerzhaften Blockierungen oder Synovialitis ist jedoch meist eine Ellenbogen-Arthroskopie indiziert, um störende freie Fragmente zu entfernen, den Knorpel zu glätten, gegebenenfalls eine Synovektomie durchzuführen und Knorpelfragmente eventuell zu refixieren. Langfristig ist eine posttraumatische Ellenbogen-Arthrose möglich.
- Eine offene Luxation ist eine Indikation zur Arthroskopie oder gar Arthrotomie, um das Gelenk zu spülen und eventuelle Fremdkörper zu entfernen. Dazu ist eine mehrtägige Antibiotika-Gabe notwendig, um einen Gelenkinfekt (Empyem) durch eingedrungene Keime zu verhindern.
- Gefäßnervenläsionen stellen eine absolute Notfallindikation dar, besonders arterielle Verletzungen müssen unbedingt ausgeschlossen werden, bzw. bei Bestätigung umgehend gefäßchirurgisch versorgt werden. Entweder ist eine Naht des betroffenen Gefäßes möglich, oder es muss ein Patch oder Gefäßinterponat eingesetzt werden. Komplikationen können eine Gangrän der Hand oder des Unterarms sein, aber auch ein Unterarm-Kompartmentsyndrom. Auch Nervenläsionen sollten dringlich operativ freigelegt werden (Neurolyse), um eine eventuelle Kompression des Nerven zu beheben.
- Gelenkversteifung ist eine sehr häufige Folge, teilweise nur im endgradigen Bewegungsbereich, also nicht im Alltag störend, oft aber auch funktionell einschränkend. Durch eine Arthrolyse kann das Bewegungsdefizit operativ korrigiert werden, aber mit gemischtem Erfolg. Beugedefizite entstehen oft durch den Knochenkallus nach einer Fraktur des Proc. coronoideus, durch Osteophyten bei beginnender Arthrose, oder knöcherne Anbauten vorderseitig am Humerus und besonders in der Fossa coronoidea. Bei knöchernen Streckdefiziten können knöcherne Reaktionen der Fossa olecrani oder an der Olekranonspitze vorliegen. Zur Verhinderung einer Einsteifung ist die frühzeitige und intensive Mobilisierung des Ellenbogengelenks besonders bei älteren Patienten wichtig, oft auch mittels kontinuierlicher passiver Bewegungsschienen (CPM).
- Periartikuläre Ossifikationen treten in bis zu 55 % aller Ellenbogenluxationen auf und können ebenfalls zu einer erheblichen Bewegungseinschränkung führen. Die operative Behandlung ist oft komplikationsreich und mit hohem Rezidivrisiko verbunden. Zur Prophylaxe können nichtsteroidale Entzündungshemmer eingesetzt werden, ebenso eine lokale Bestrahlung.

## Langzeitergebnisse nach einfacher Luxation
Liegen keine Begleitverletzungen wie Knochenbruch oder Seitenbandriss vor, wird von einer „einfachen“ Luxation gesprochen. Die Behandlung besteht in der Regel in einer „geschlossenen“ Einrenkung, also ohne chirurgische Eröffnung des Gelenkes, und frühzeitiger Mobilisation aus der anfänglichen Ruhigstellung z. B. in einem Gilchristverband. In wenigen Fällen ist eine geschlossene Reposition nicht möglich, so dass doch ein operativer Eingriff erfolgen muss.
Die Inzidenz beträgt 2,9 Fälle pro 100.000 Einwohner pro Jahr. Der Mechanismus ist meist ein Sturz, aus großer Höhe (13 %), aus Standhöhe (57 %) oder beim Sport (15 %). Daneben kann ein körperlicher Übergriff (9 %) oder ein Verkehrsunfall als Fußgänger (6 %) ursächlich sein. Bei Frauen liegt häufiger ein Sturz aus Standhöhe vor, das Durchschnittsalter bei Frauen ist höher als bei Männern. In jungen Jahren liegt häufiger ein Hochenergie-Trauma vor, in älteren Jahren reicht oft ein leichterer Unfall.
In einer großen schottischen Übersicht über 110 Fälle (54 % Männer, mittleres Alter bei Ausrenkung 38 Jahre) zeigten sich insgesamt gute funktionelle Ergebnisse und kaum Instabilitätsprobleme, jedoch blieben oft Schmerzen und Steifheit bestehen. Eine subjektive und objektive Instabilität bestand in 8 % und wurde in 2 % später operiert. Eine subjektiv wahrgenommene Steifheit fand sich in 56 %, aber nur in 2 % erfolgte deshalb später ein operativer Eingriff und weiter bestehende Schmerzen bestanden bei 62 % bei einer mittleren Nachbeobachtungszeit von sieben Jahren. Besonders eine verbleibende Einschränkung der Beugung war mit einem schlechteren funktionellen Ergebnis verbunden, auch bei Frauen war das Ergebnis schlechter. Eine erneute Luxation trat in keinem Fall auf.

## Ellenbogenluxation bei Kindern
Luxationen vor dem siebten Lebensjahr sind extrem selten, da der Unfallmechanismus vorher statt zur Ellenbogenluxation zu einer suprakondylären Oberarmfraktur führt.
Bei angeborener Ellenbogenluxation mit weiteren Gelenkfehlstellungen muss an das Larsen-Syndrom gedacht werden.
Ab dem siebten Lebensjahr sind die Luxationen jedoch identisch mit denen bei Erwachsenen. Neben der Fraktur des Processus coronoideus findet sich aber noch häufiger eine Fraktur des Epicondylus ulnaris, in den Bruchspalt können der Nervus ulnaris und auch der Nervus medianus einklemmen. Eine Fraktur des Epicondylus ulnaris wird meist operativ reponiert, nach Darstellung der Nerven, und mit zwei K-Drähten fixiert. Es wird empfohlen, Seitenbandinstabilitäten operative zu fixieren. Bei geschlossen reponierten stabilen Ellenbogengelenken erfolgt eine Gipsruhigstellung im Oberarmgips meist nur für 7–10 Tage, mit anschließender zunehmender Mobilisierung. Sport ist meist schon etwa sechs Wochen nach Gipsabnahme schmerzfrei möglich. Eine freie Beweglichkeit wird jedoch erst nach drei bis vier Monaten erreicht – nicht selten bleibt aber ein leichtes Streckdefizit, das funktionell nicht stört.
Die Wachstumsfugen sind fast nie gestört, so dass auch kein Fehlwachstum resultiert, zumal die ellenbogennahen Wachstumsfugen zum Längenwachstum der langen Armknochen nur geringfügig beitragen. Durch Einriss des radialen Seitenbandes entsteht gelegentlich ein knöchernes Ausrissfragment, das im Röntgenbild auffällt, sonst aber keine Beschwerden verursacht.